# Thỏ rừng Trung Hoa
Thỏ rừng hay Thỏ rừng Trung Hoa (danh pháp: Lepus sinensis) là loài thú thuộc họ Leporidae. Loài này có ở Trung Quốc, Đài Loan và Việt Nam.

## Phân loại
Thỏ rừng Trung Hoa được mô tả lần đầu tiên bởi John Edward Gray vào năm 1832. Thỏ rừng Triều Tiên (Lepus coreanus) đã có lúc được coi là một phân loài của thỏ Trung Quốc nhưng các nghiên cứu phân tử về mtDNA đã cho thấy rằng thỏ Triều Tiên thực sự là một loài riêng biệt loài. 

## Mô tả
Thỏ rừng Trung Quốc là một loài nhỏ với chiều dài khoảng 40 đến 76 cm (16 đến 30 in) và trọng lượng từ 1,25 đến 1,94 kg (2,8 đến 4,3 lb) với con cái khá lớn hơn con đực. Bộ lông ngắn và thô, lưng và ngực có màu nâu hạt dẻ và bụng màu trắng. Bàn chân sau lớn có lông, đuôi có màu nâu và chóp tai có những mảng đen hình tam giác. Loài này được phân biệt với các loài Lepus khác bởi hình dạng và chi tiết của hộp sọ và răng.

## Phân bố và môi trường sống
Thỏ rừng Trung Quốc là loài bản địa các tỉnh An Huy, Phúc Kiến, Quảng Đông, Quảng Tây, Quý Châu, Hồ Nam, Giang Tô, Giang Tây và Chiết Giang ở Trung Quốc. Nó cũng xảy ra trên đảo Đài Loan và trong một khu vực nhỏ riêng biệt ở phía đông bắc Việt Nam. 

## Sinh thái
Thỏ rừng Trung Quốc ít được nghiên cứu nhưng giống như các loài thỏ rừng khác, chế độ ăn bao gồm cỏ và các vật liệu thực vật xanh khác, chồi, cành cây và vỏ cây. Chúng chủ yếu là về đêm và tạo ra hai loại phân, viên ẩm và khô. Chúng ăn các viên phân ẩm ngay lập tức để lấy giá trị dinh dưỡng tối đa từ thức ăn của nó. Chúng không sống dưới lòng đất trong một cái hang nhưng có hình dạng hoặc làm tổ trong thảm thực vật dài. Một lứa sinh ra khoảng ba thỏ con có thể sinh sống độc lập ngay và thỏ mẹ đến thăm mỗi ngày một lần trong vài phút để cho chúng bú sữa. Sữa mẹ đặc biệt giàu protein và chất béo và thời gian cho con bú kéo dài khoảng ba tuần. Nhiều loài thú ăn thịt khác nhau săn mồi ở Trung Quốc và loài thỏ này dựa vào tốc độ chạy nhanh của nó để trốn thoát khỏi những kẻ săn mồi. 